# Egzarchat apostolski Kanady (syryjski)
Egzarchat apostolski Kanady – egzarchat Kościoła katolickiego obrządku syryjskiego w Kanadzie. Został utworzony 8 stycznia 2016 r.

## Główne świątynie
- Katedra: Katedra św. Efrema w Chomedey

## Ordynariusze
- Antoine Nassif, biskup tytularny Serigene (od 2016)